# Monte Puyehue-Cordon Caulle
Il Puyehue-Cordon Caulle è uno stratovulcano situato nella cordigliera delle Ande nel sud del Cile, la sua altezza è di 2.236 metri s.l.m.. È circondato da un pianoro sabbioso vulcanico cosparso da numerose fumarole e sorgenti termali. La sua caldera di circa 2 km di larghezza è coperta di neve la maggior parte dell'anno. Il suo nome deriva dalla lingua mapudungun nella quale Puye sta per "torrente pescoso" e Hue "luogo".
A partire dal 4 giugno 2011 dopo oltre cinquant'anni di quiescenza si è risvegliato con una violenta e spettacolare eruzione.

## Galleria d'immagini

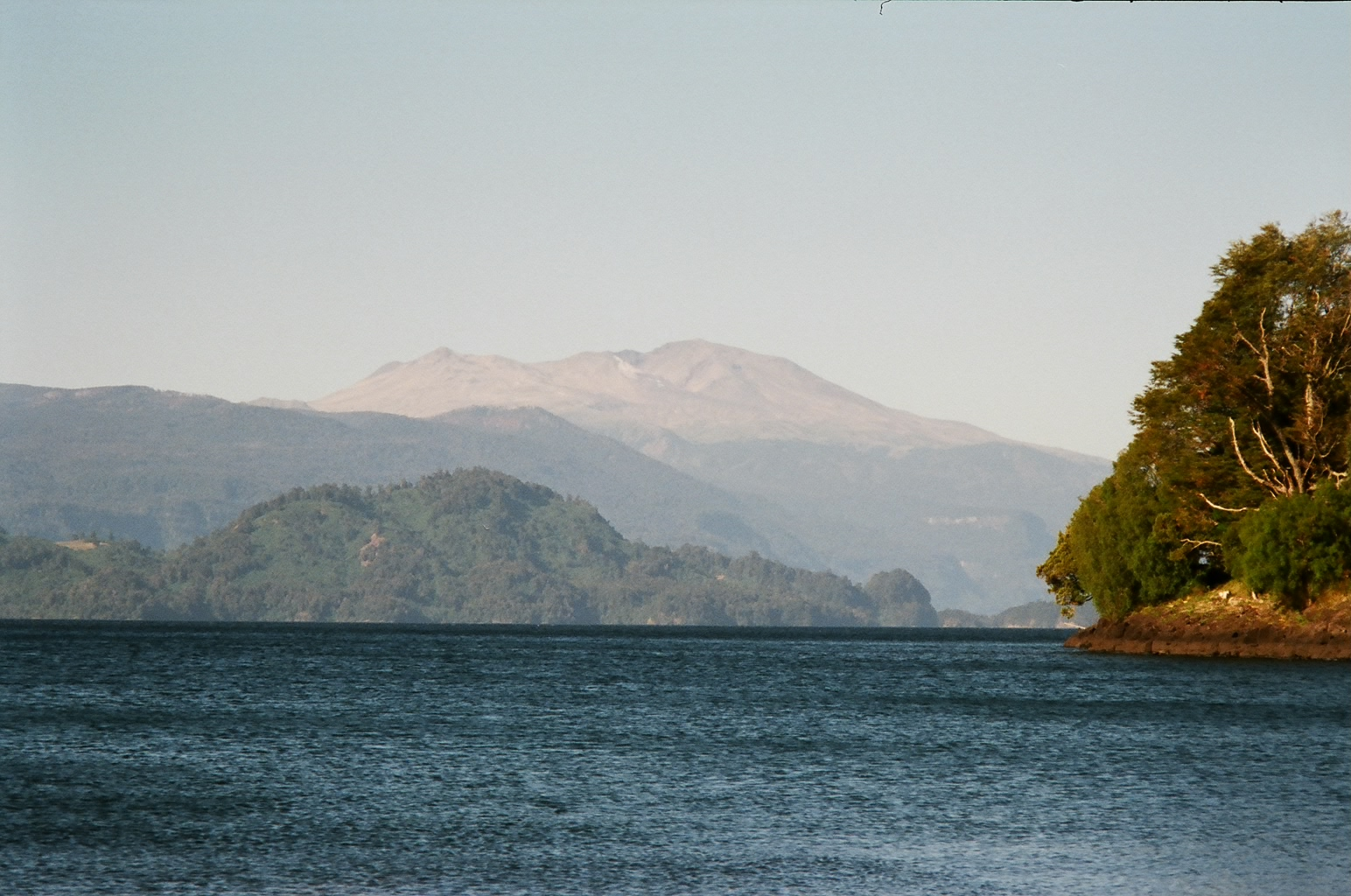
Il Puyehue in una fase non eruttiva.
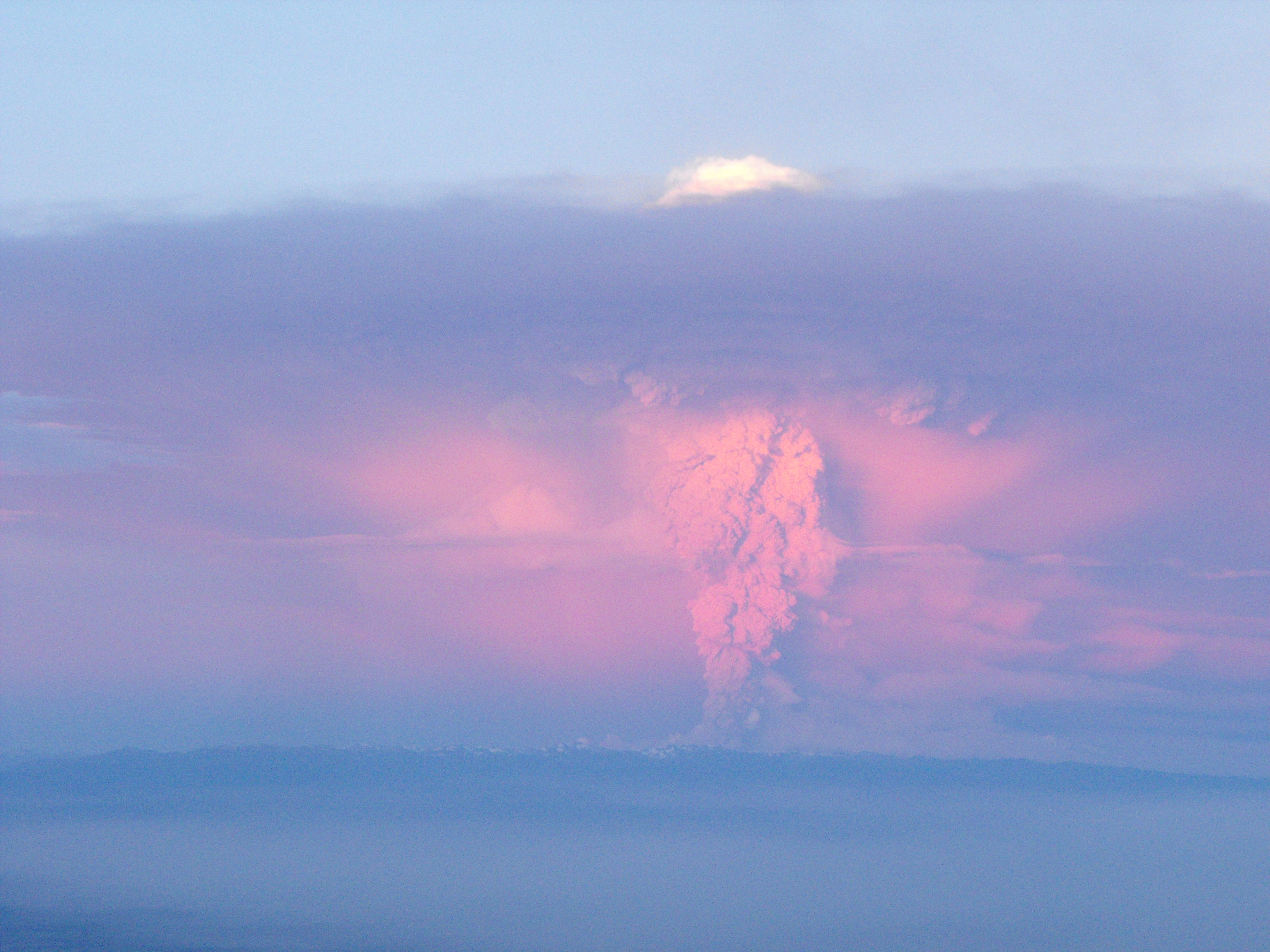
L'eruzione del giugno 2011 dall'alto.
- Filmato dal satellite dell'eruzione del 2011.